# Sunday in the Park with George (musical)

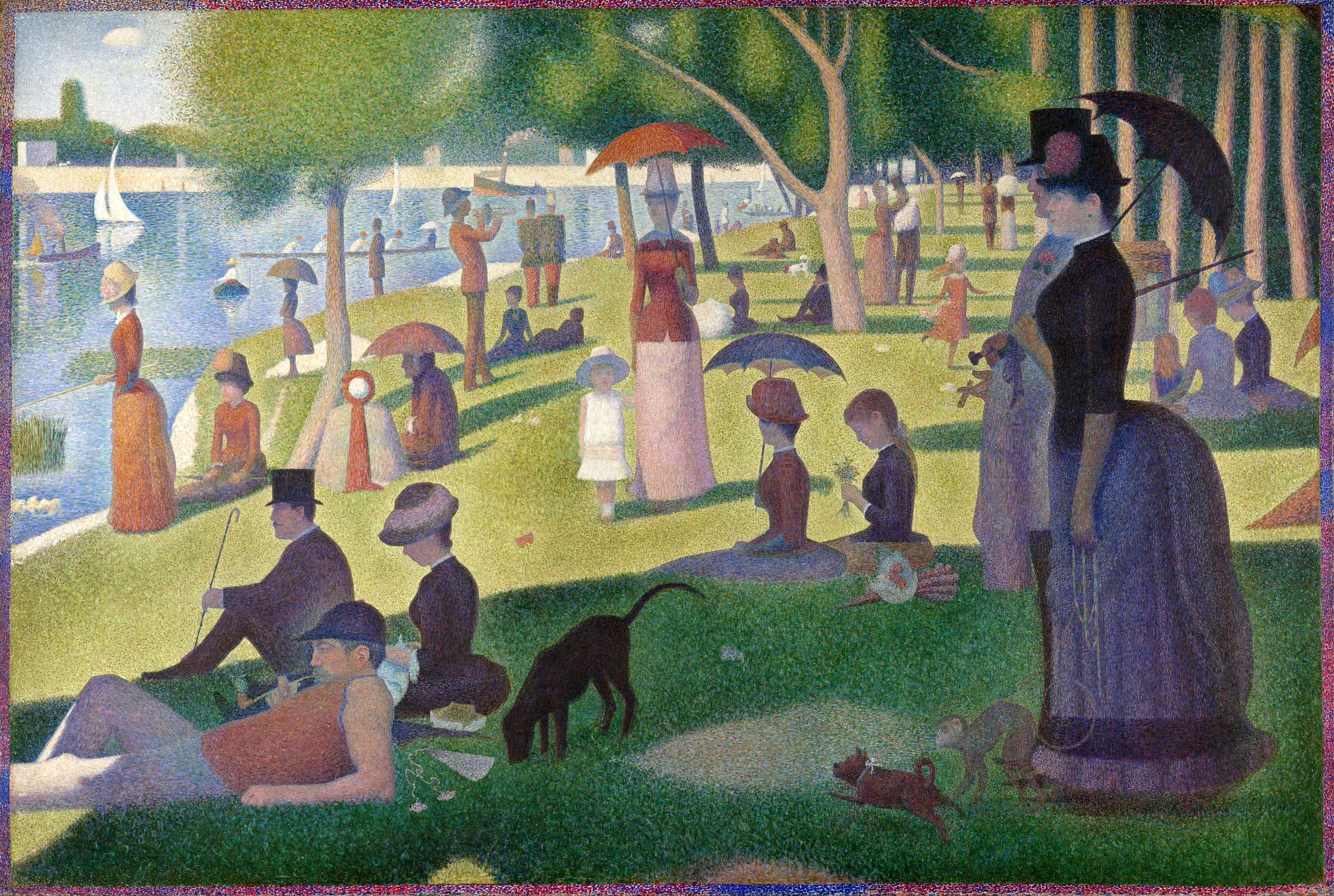
Sunday in the Park with George é uma peça de teatro do libretista de musicais estadunidense Stephen Sondheim. E do diretor James Lapine. O musical foi inspirado pela pintura Tarde de Domingo na Ilha de Grande Jatte por Georges Seurat, e estreou na Broadway em 1984.